# Rayman contre les lapins crétins
Rayman contre les lapins crétins (Rayman Raving Rabbids) est un jeu vidéo de type party game. Il s'agit d'un jeu dérivé de la franchise Rayman, développé par Ubisoft Montpellier et édité par Ubisoft, sorti fin 2006/début 2007. Michel Ancel souhaita le développer sur Wii afin de tirer profit de la Wiimote, pour l'adapter ensuite aux autres consoles.
Ce jeu a donné lieu à une suite : Rayman contre les lapins encore plus crétins.

## Histoire
Rayman est en train de pique-niquer quand une horde de lapins crétins venus de la Lune décide d'envahir sa paisible planète. Capturé, il devient leur esclave, et tel un gladiateur, est tenu de les divertir. Les lapins cherchent à ridiculiser Rayman lors de combats dans des arènes. Notre héros doit alors devenir l'idole des lapins en réussissant toutes les épreuves qu'on lui propose, réparties sur quinze jours, pour égayer sa pauvre cellule et parvenir à s'évader…

## Système de jeu
Rayman doit réussir certaines épreuves (75 en tout), divisées en différentes catégories comme le FPS, la course, la danse.
Le reste des mini-jeux, inclassables, comporte du saut à l'élastique, lancer de vache, tir sur lapin au jus de carotte, chute libre, correction d'un élève perturbateur, séance chez le dentiste et bien d'autres encore. Certaines épreuves sont en double ou en triple, avec une difficulté différente comme par exemple l'ajout d'un élément perturbateur ou d'un parcours modifié.
Rayman doit interpréter plusieurs jeux de danse sur sept mélodies de différents styles musicaux sur une scène, entouré de lapins apparaissant progressivement durant la chanson. Les chansons ont deux épreuves de difficulté différentes, mis à part Misirlou, qui en a trois, ce qui donne un total de quinze épreuves de danse, soit une par jour. Cela a pour effet de rajouter le nombre de lapins ainsi que d'augmenter la vitesse.
Des épreuves de rail shooting sont présentes, et consistent à tirer des ventouses sur plusieurs variétés de lapins, parfois déguisés (en Sam Fisher de Splinter Cell, en cowboy ou en Superman par exemple) pour l'occasion. Au fil des dix séquences de tir subjectif, le joueur peut parfois temporairement expérimenter deux types d'armes « bonus » : un fusil à pompe tirant cinq munitions à chaque tir et obligeant le joueur à recharger, et une « mitrailleuse » tirant les ventouses en rafale. Ces 10 mini-jeux sont chacun l'épreuve finale d'une journée (les cinq journées restantes sont achevées par des épreuves de course).
Le jeu est divisé en deux modes : le mode histoire et le mode score. Le mode histoire consiste en une succession de journées, qui sont en réalité des groupements de mini-jeux. Chaque journée commence par un choix de quatre épreuves pour le joueur, qui doit en terminer au moins trois en atteignant ou dépassant un objectif de score. Une fois cela fait, le joueur débloque l'épreuve de fin, qui une fois terminée, lui permet de déverrouiller la journée suivante. Entre deux journées, Rayman, peut, dans sa cellule, écouter une des musiques du jeu, changer de tenue, ou rejouer des épreuves d'une ancienne journée. Terminer les cinq épreuves du même jour (ce décompte prend en compte l'épreuve de fin de journée), permet de déverrouiller une nouvelle tenue ou musique. Il est possible de choisir de commencer une nouvelle journée après avoir terminé la précédente, le système n'ayant rien à voir avec les journées réelles.
Une fois que le joueur a achevé la première journée du mode histoire, il débloque le mode score. Chaque fois qu'un joueur termine une nouvelle journée du jeu, il débloque les épreuves du jour en mode score. Chaque fois que le joueur joue à une des épreuves en mode score, il reçoit une note sur 1000 points. Le total des records convertis en ces notes correspond au score total des joueurs. Pour terminer le jeu à 100 % et débloquer tous les bonus, il faut parvenir à marquer 1000 points sur toutes les épreuves. Des défis sont également présents et se débloquent quand le joueur a fini le mode histoire. Débloquer chaque défi nécessite également un nombre de points qui est indiqué quand on le sélectionne. Chaque défi correspond à une succession de 3, 5 et 10 épreuves. Les défis permettent de marquer des points supplémentaires pour le score global. Enfin, le mode score permet de jouer à plusieurs.
Les mini-jeux de tir à la première personne peuvent être refaits en trois modes, le mode score, qui consiste à avoir un meilleur score que la fois précédente. Après que toutes les séquences ont obtenu un meilleur score, le mode temps est débloqué, qui consiste à terminer les séquences le plus rapidement possible. Ce dernier débloque le mode survie, qui permet de refaire les séquences ou votre personnage n'a qu'un seul point de vie. Les séquences de tir où la difficulté a augmenté (rajout de lapins par exemple) peuvent être jouées à plusieurs.

## Développement
Le développement du jeu commença fin 2005/début 2006 au studio Ubisoft Montpellier ; Michel Ancel venait de terminer l'adaptation vidéoludique de King Kong. À l'origine, le jeu devait être sous forme d'aventure en 3D comportant des mondes semi-ouverts ; il était prévu qu'il sorte sur Playstation 2. Annoncé par Ubisoft le 11 avril 2006, le jeu original est très différent de sa version finale :
- Rayman pouvait explorer des mondes immenses répartis sur différentes régions. En outre, il avait la possibilité de diriger de nombreuses montures comme une araignée géante, un requin, un aigle, un poisson lanterne, etc. mais également des véhicules créés par les lapins.
- Le gameplay se voulait plus proche de Rayman 3, avec cependant une nouvelle palette de mouvements comme des attaques au corps-à-corps ainsi que des coups spéciaux. Cela permettait à Rayman de se battre contre les lapins, ceux-ci pouvant être présents en très grand nombre à l'écran, donnant ainsi des allures de beat them all.
- Il y avait plusieurs types de lapins : certains gros, d'autres plus maigres. Ceux-ci étaient nommés les « lapins zombies », leur fourrure était plus épaisse et ils comportaient quelques différences physiques (crânes plus larges, oreilles plus longues ou courtes, couleur plus sombre). Néanmoins, les lapins de la version finale étaient déjà présents, appelés alors « Lapins communs ».
- Les costumes que l'on peut choisir pour Rayman dans la version finale n'étaient pas seulement esthétiques sur le prototype : ils offraient de nouveaux pouvoirs à l'instar des conserves de Rayman 3. Il était également possible d'hypnotiser les lapins par le biais d'un mini-jeux de danse grâce à ces tenues ; ce dernier, très court, ne constituait qu'un élément mineur dans le gameplay.
- L'histoire était similaire à celle de la version finale, mais comportait plusieurs différences. Plusieurs personnages devaient apparaître tel que Globox, les Ptizêtres ainsi qu'André le Lums noir. Une petite amie pour Rayman faisait également partie du scénario, ainsi que celle d'André. Rayman devait les sauver toutes les deux, ainsi qu'André, son ancien ennemi. Les lapins avaient également un chef nommé « Jabbit », dont le design et le nom sont volontairement repris de Jabba the Hutt de Star Wars. Les lapins représentaient une menace bien plus grande que toutes celles que les personnages avaient affrontées auparavant. Ils se voulaient comme une représentation de l'industrialisation, face au monde de Rayman et sa magie. Le jeu devait également comporter de nombreuses scènes amusantes et absurdes, inspirées des films Monty Python : Sacré Graal ! et Mars Attacks!
Lorsque Nintendo présenta la Wii, Ubisoft se montra très intéressé par cette machine qui souhaitait faire de ce nouvel opus Rayman un jeu de lancement. Lorsque l'équipe reçut les kits de développements de la console, ils commencèrent à créer des phases de mini-jeux. Malheureusement, le temps de production d'un jeu de cette envergure était bien trop long pour espérer le sortir à la date prévue (fin 2006). De plus, les développeurs constatèrent que cette façon de jouer avec la Wiimote et le Nunchuck était plus adaptée à des mini-jeux. Pour cette raison, le style changea pour devenir un party-game ; et les nombreux éléments cités ci-dessus furent retirés. Il est à noter que Michel Ancel quitta le projet lorsque le jeu eut subi cette refonte ; il reste seulement crédité au générique de fin en tant que chara-designer.

## Version Windows
La version Windows est développée par Ubisoft Sofia et est éditée en Occident en décembre 2006.
La version PC du jeu souffre de sérieux bogues qui semblent relatifs au mécanisme anticopie : SecuROM. Sur de nombreux systèmes, la protection plante l'exécutable principal, empêchant le jeu de démarrer. Il semble aussi que la protection anticopie identifie fréquemment des installations authentiques comme des copies illégales, ce qui a pour effet de soustraire 20 % du score à chaque partie du jeu, rendant le jeu extrêmement dur et imbattable.
Les développeurs de la version PC ont réutilisé l'installateur du jeu King Kong sans changer l'identifiant du programme. L'effet est de rendre l'installation du jeu impossible si King Kong est déjà installé, tout en corrompant le jeu déjà installé.
Le 1er septembre 2007 et les jours suivants, la version PC du jeu fut gratuitement distribuée par Ubisoft (mais en incluant des publicités), en téléchargement libre et gratuit, à la condition de posséder un compte Ubi.com basé aux États-Unis. Cependant, l'installation n'est plus possible depuis le 6 septembre 2007.

## Version Xbox 360
La version Xbox 360 est la dernière à être sortie, plusieurs mois après celle de la version Wii.
Le portage a subi de légères modifications. Parmi les quelques ajouts, celle-ci comporte deux mini-jeux exclusifs dont un semblable au Pierre-papier-ciseaux où l'on affronte plusieurs lapins en duel, l'autre étant un jeu de basket dont le principe est d'envoyer une vache dans des paniers pour marquer des points. Autre changement, les écrans de chargement diffusent des animations 3D des lapins dans différentes situations. Enfin, le dernier changement concerne le mode histoire : certaines épreuves possèdent un score minimum différent à obtenir afin d'adapter au mieux la difficulté.

## Versions annulées
Des versions PlayStation 3 et PlayStation Portable étaient prévues mais furent annulées.
La version PlayStation 3 du jeu ne sortit finalement jamais alors qu'elle était bel et bien terminée et prévue pour décembre 2006. La console sortit en retard — la sortie mondiale de décembre ayant été annulée —, décidant Ubisoft à ne pas commercialiser cette version.